# Kościół Macierzyństwa Najświętszej Maryi Panny w Budzieszowcach
Kościół Macierzyństwa Najświętszej Maryi Panny w Budzieszowcach – katolicki kościół filialny zlokalizowany we wsi Budzieszowce w gminie Maszewo, w powiecie goleniowskim (województwo zachodniopomorskie). Jest filią parafii Matki Bożej Częstochowskiej w Maszewie.

## Historia i architektura
Kościół, wzniesiony w XV wieku, murowany jest z kamienia. Jest orientowaną budowlą salową, sytuowaną na rzucie prostokąta. Nakryty jest dwuspadowym dachem. Oryginalny portal w elewacji południowej został zamurowany. Dzisiejszy, ostrołukowy i obmurowany cegłą uskokowy portal wejściowy umieszczony jest w ścianie zachodniej, w której widoczne są ślady po znajdującej się dawniej w tym miejscu drewnianej wieży. W elewacji wschodniej umieszczona jest ostrołukowa wnęka, zaś jej szczyt zdobiony jest blendami. W ścianach bocznych znajdują się osadzone w otynkowanych wnękach ostrołukowe okna, dwa w ścianie południowej i jedno w północnej.
Wnętrze kościoła nakrywa drewniany, belkowany strop. Zachowały się XIX-wieczne ławki i wsparta na kolumnach drewniana empora. Przed wejściem do kościoła umieszczona jest granitowa misa romańskiej chrzcielnicy. Obok kościoła znajduje się współczesna, wolnostojąca dzwonnica z dwoma dzwonami.
Po II wojnie światowej kościół został konsekrowany jako świątynia katolicka w dniu 22 września 1946 roku.